# تایسا منزس
تایسا منزس (پرتغالی: Thaísa Menezes؛ زادهٔ ۱۵ مهٔ ۱۹۸۷) یک بازیکن والیبال اهل برزیل عضو تیم ملی والیبال زنان برزیل و باشگاه اوزاسکو است. تایسا از بازیکن‌های با تجربه برزیل است که در دو المپیک ۲۰۰۸ و ۲۰۱۲ خوش درخشید و به همراه برزیل به مدال طلا دست یافت. یک برنز و یک نقره قهرمانی جهان و یک قهرمانی باشگاه‌های جهان و یک طلا بازی‌های پان امریکن از دیگر دست‌آوردهای منزس است.